# Stenbrottet i Askeryd

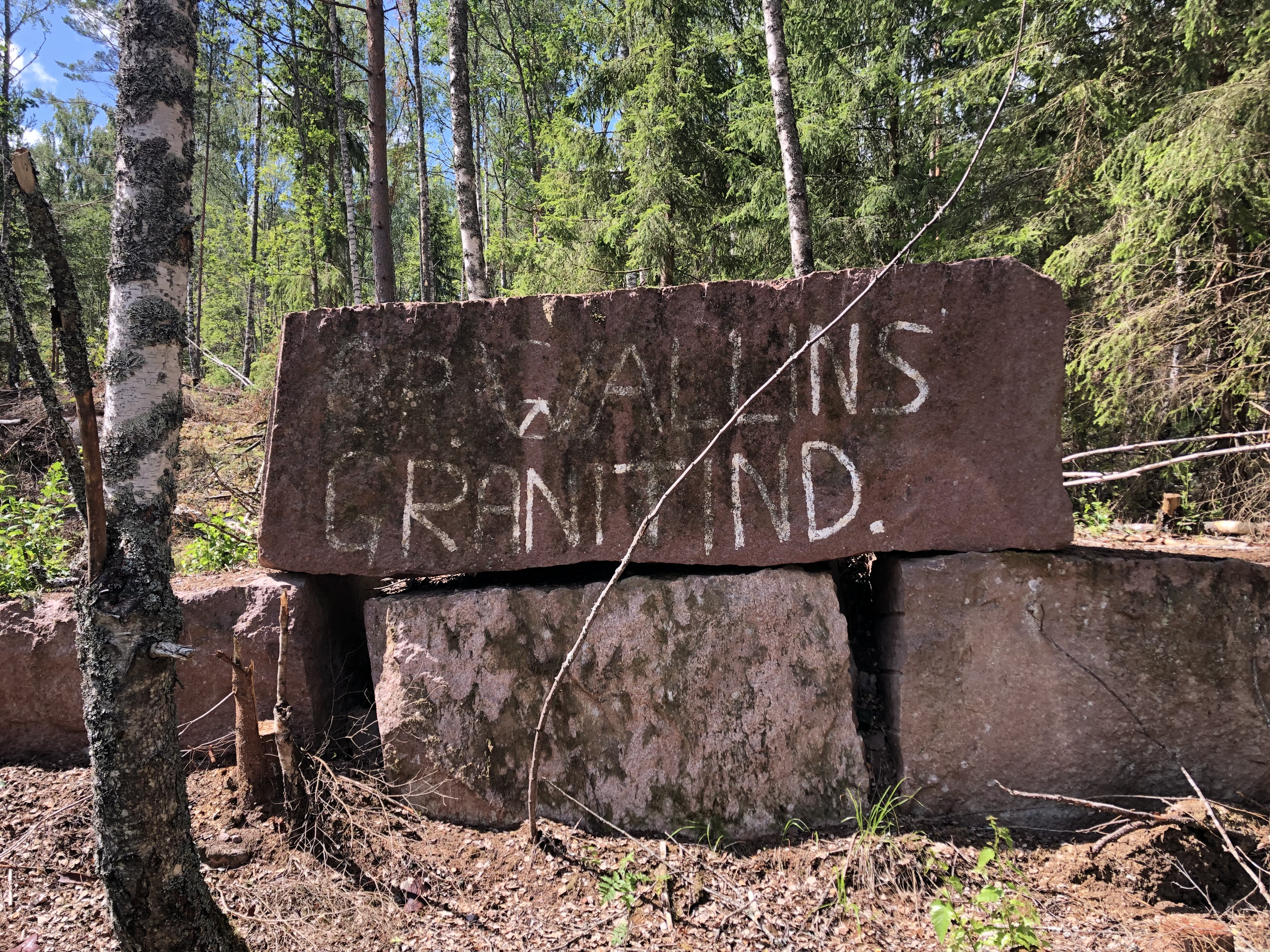
Text, inhuggen i sten, som lyder "Br. Wallins Granitind."

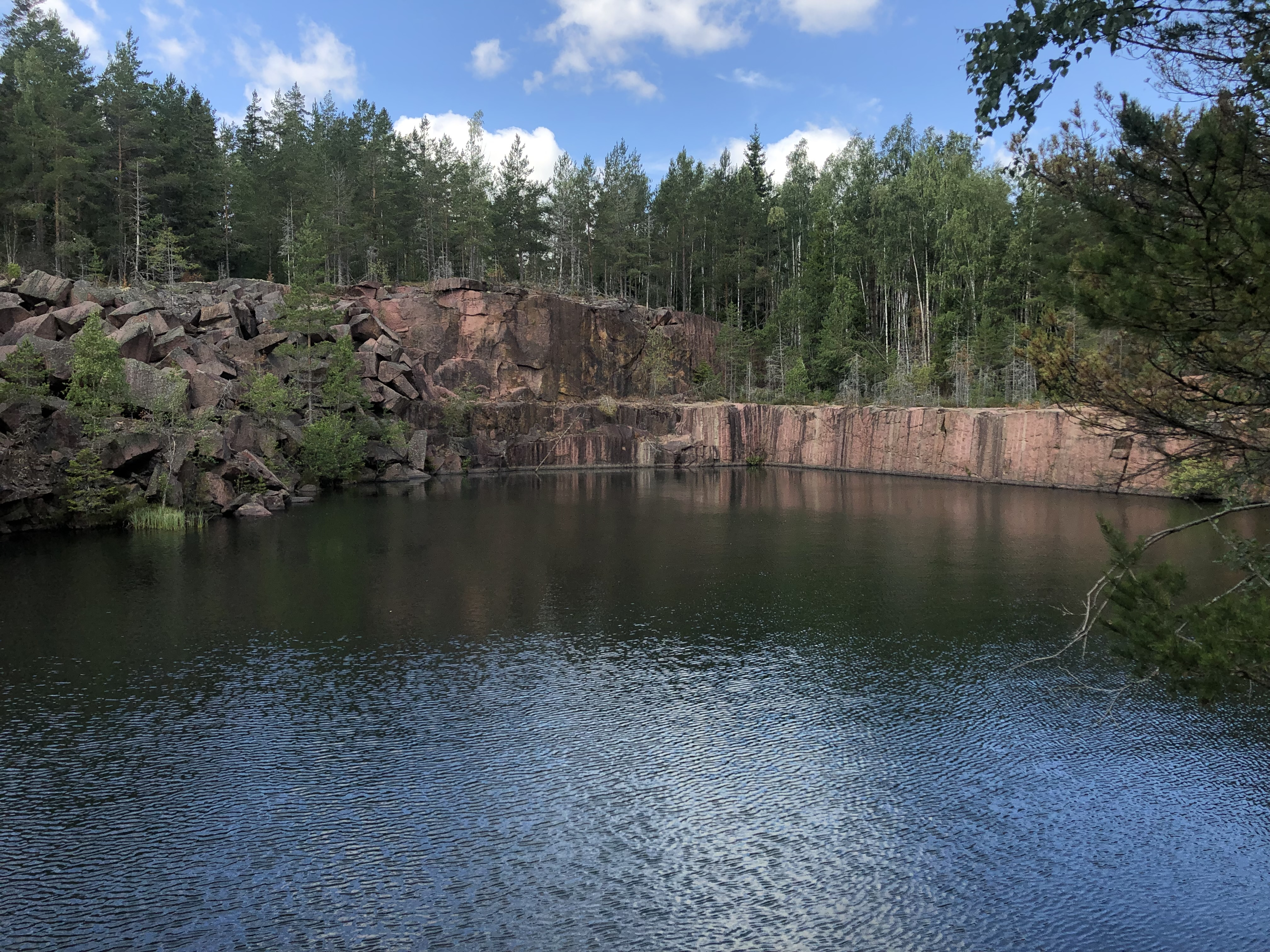
Utsikt över ett av de vattenfyllda brotten.

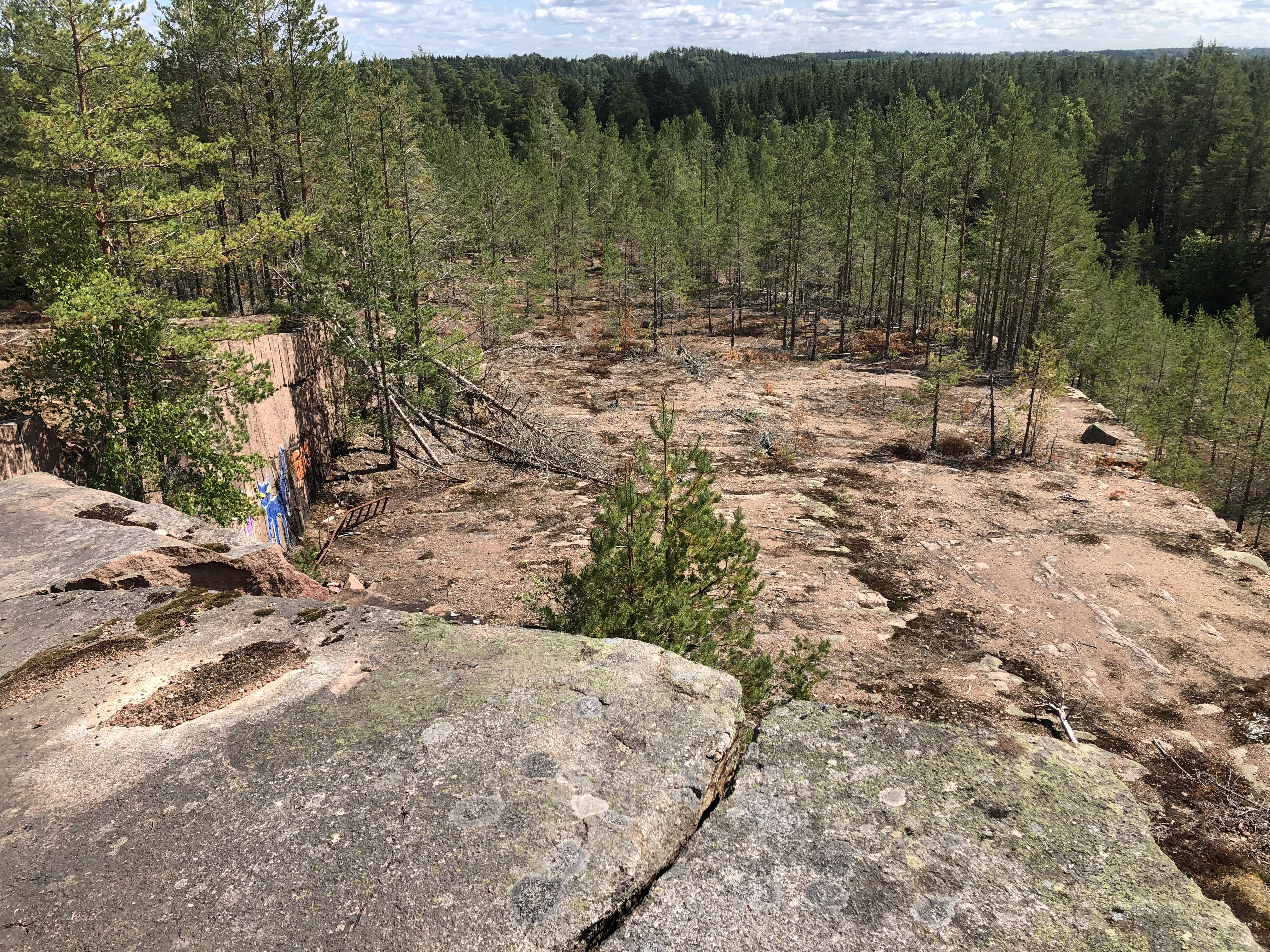
Utsikt över ett område med bruten sten.

Stenbrottet i Askeryd ligger utanför småorten Askeryd i Aneby kommun, nära gränsen till Östergötland. Området har en yta av ungefär 30 hektar. Flera av brotten har fyllts med vatten, och utvecklat en kärrkaraktär. Sankt Pers nycklar och rosenbinka har båda påträffats kring brottet.
Från 1950-talet till 1990-talet drev AB Bröderna Wallins Granitindustri stenbrott på platsen. Stenen som bröts var så kallad Askerydsgranit, eller Tranås röda rubin, en del av ett granitstråk som kallas Smålands-Värmlandsgraniterna och som är mellan 1,6 och 1,8 miljarder år gammalt. Graniten i trakterna kring Askeryd präglas av en hög halt av kalifältspat, som gör graniten högröd eller köttröd. Denna granit är i regel fattig på mörka mineraler men rik på kiselsyra och järnoxid, med en väl utbildad mikropegmatitstruktur. En kubikmeter Askerydsgranit väger ungefär fyra ton. Som mest bröts ungefär 250 kubikmeter i månaden, och när gruvan var som mest produktiv sysselsatte den arton personer.
Stenblock från stenbrottet såldes bland annat till husfasader i San Francisco och Milano, samt till exempelvis konstverket Rött anteckningsblock på torget i Aneby. 2021 lades stenbrottet ut till försäljning, och fick en ny ägare.